# Jemen na Letnich Igrzyskach Olimpijskich 2016
Jemen na Letnich Igrzyskach Olimpijskich 2016 w Rio de Janeiro, reprezentowało 3 zawodników. Był to 9. start reprezentacji Jemenu na letnich igrzyskach olimpijskich.

## Reprezentanci

### Judo
| Zawodnik    | Konkurencja     | 1/16             | 1/8                       | Ćwierćfinały     | Półfinały        | Repasaż 1        | Repasaż 2        | Repasaż 3        | Finał            |    |
| Zawodnik    | Konkurencja     | Przeciwnik Wynik | Przeciwnik Wynik          | Przeciwnik Wynik | Przeciwnik Wynik | Przeciwnik Wynik | Przeciwnik Wynik | Przeciwnik Wynik | Przeciwnik Wynik |    |
| ----------- | --------------- | ---------------- | ------------------------- | ---------------- | ---------------- | ---------------- | ---------------- | ---------------- | ---------------- | -- |
| Zeyad Mater | -73 kg mężczyzn | BYE              | Victor Scvortov P 000-010 | NQ               | NQ               | NQ               | NQ               | NQ               | NQ               | NQ |

### Lekkoatletyka
| Konkurencja             | Zawodniczka    | Runda 1  | Runda 1 | Runda 2  | Runda 2 | Półfinał | Półfinał | Finał    | Finał   | Pozycja |
| Konkurencja             | Zawodniczka    | Rezultat | Pozycja | Rezultat | Pozycja | Rezultat | Pozycja  | Rezultat | Pozycja | Pozycja |
| ----------------------- | -------------- | -------- | ------- | -------- | ------- | -------- | -------- | -------- | ------- | ------- |
| Bieg na 1500 m mężczyzn | Mohammed Rageh | 3:58,99  | -       | NQ       | NQ      | NQ       | NQ       | NQ       | NQ      | 36.     |

### Pływanie
| Zawodniczka      | Konkurencja          | Eliminacje | Eliminacje | Półfinał | Półfinał | Finał | Finał   | Pozycja |
| Zawodniczka      | Konkurencja          | Czas       | Miejsce    | Czas     | Miejsce  | Czas  | Miejsce | Pozycja |
| ---------------- | -------------------- | ---------- | ---------- | -------- | -------- | ----- | ------- | ------- |
| Nooran Ba Matraf | 100 m st. motylkowym | 1:11,16    | 43.        | NQ       | NQ       | NQ    | NQ      | -       |